# Taeniaptera albibasis
Taeniaptera albibasis är en tvåvingeart som beskrevs av Günther Enderlein 1922. Taeniaptera albibasis ingår i släktet Taeniaptera och familjen skridflugor. Inga underarter finns listade i Catalogue of Life.